# カメラーノ
カメラーノ（伊: Camerano）は、イタリア共和国マルケ州アンコーナ県にある、人口約7,100人の基礎自治体（コムーネ）。

## 地理

### 位置・広がり
アンコーナ県のコムーネ。県都・州都アンコーナから南南東へ10kmの距離にある。

#### 隣接コムーネ
隣接するコムーネは以下の通り。
- アンコーナ
- カステルフィダルド
- オージモ
- シローロ

### 気候分類・地震分類
カメラーノにおけるイタリアの気候分類 (it) および度日は、zona D, 1969 GGである。
また、イタリアの地震リスク階級 (it) では、zona 2 (sismicità media) に分類される。

## 行政

### 分離集落
カメラーノには、以下の分離集落（フラツィオーネ）がある。
- Aspio Terme, Colle Lauro, San Germano